# Fricativa labiodental sorda
La fricativa labiodental sorda es un sonido del habla humana presente en algunos idiomas. En español se representa con la letra f, como se hace también en la mayoría de los idiomas que usan el alfabeto latino, aunque en algunas circunstancias esta letra puede hacerse sonora en español, como sucede generalmente en palabras como Afganistán.

## Símbolo
En el Alfabeto Fonético Internacional, la letra utilizada para este fonema es f, la cual proviene del alfabeto latino.

## Características
- Es una consonante fricativa, lo que significa que su sonido se produce por una turbulencia de aire.
- Es una consonante sorda, lo que significa que las cuerdas vocales no vibran durante la pronunciación.
- Es un fonema labiodental, lo que significa que están involucrados los dientes y labios. En este caso, el labio inferior toca los dientes incisivos superiores durante la articulación.
- Es una consonante central, lo que significa que se produce al permitir que el flujo de aire pase por encima de la lengua, y no por los lados.
- Es oral, lo que significa que el aire sale por la boca, no por la nariz.
- Es una consonante pulmonar, lo que significa que el aire proviene directamente de los pulmones, no del que está almacenado en la boca, ni involucra clics.